# Bryophaenocladius suparallelus
Bryophaenocladius suparallelus är en tvåvingeart som först beskrevs av Malloch 1915.  Bryophaenocladius suparallelus ingår i släktet Bryophaenocladius, och familjen fjädermyggor. Arten har ej påträffats i Sverige.